# John Fraser (calciatore)
John Alexander Fraser (Hamilton, 19 dicembre 1881 – 8 maggio 1959) è stato un calciatore canadese, di ruolo centrocampista.
Nel 1904 fece parte della squadra del Galt che conquistò la medaglia d'oro nel torneo di calcio dei Giochi della III Olimpiade. In quella occasione giocò solo la prima partita.